# Stade national d'Ombaka
Le stade National de Ombaka est un stade omnisports situé dans le Bairro de Nossa Senhora da Graça à Benguela, Angola.
Une fois fini, il sera utilisé principalement pour des matchs de football et accueillera des évènements importants du pays comme la CAN 2010. Ce stade aura la capacité de 35 000 places et 308 places VIP.

## Histoire
Les travaux sont assurés par Sinohydro Corporation.

## Événements
- Coupe d'Afrique des nations de football 2010